# Club Esportiu Onda
El Club Esportiu Onda és un club de futbol de la ciutat d'Onda, (la Plana Baixa, País Valencià). Va ser fundat el 1923. El seu estadi és La Serratella. Actualment juga al grup I de Regional Preferent.
L'Onda també va ser equip filial del Vila-real CF entre el 2000 i el 2002, i del Benidorm CF entre el 2009 i el 2011.

## Història
Fou l'any 1921 quan Rafael Guallart Carpí materialitzà la idea d'organitzar un partit de futbol, si bé d'exhibició, en el terreny d'El Raval d'Onda. Els alumnes de l'escola carmelita en la mateixa plaça del Pla organitzaren diversos partits on el colorit de les samarretes, a ratlles verticals uns i horitzontals altres, atreia als curiosos. Va tindre tant èxit que un grup de persones van decidir crear un club de futbol a la localitat, crearen el CD Onda. La primera directiva la formaren Batiste "Sanjuanjo" Colera, Antonio Bernad, Rafael Guallart, Rafael "Sacaries" Arrando, i Ricardo Gaya.
El primer terreny ocupat, juntament amb el Sepelaco, cap als anys 1921/1922, fou el camp de La Torrasa, propietat d'Andrés "de Meca", que va arrancar els arbres, vinyes, i altra vegetació i aplanà el terreny. No obstant això, el camp presentava moltes deficiències, com la llunyania respecte al poble.
El segon diumenge de la fira de 1923 s'inaugurà el camp de "La Cosa", el qual fou durant molts anys el camp oficial de l'Onda, fins a la construcció de l'actual Camp de "La Serratella", deixant "La Cosa" per a les categories inferiors.
El club romandria en categories regionals fins que a la 55/56 assoleix l'ascens a la Tercera Divisió. Es consolida en aquest punt, tot sumant 14 temporades consecutives en el llavors tercer nivell del futbol espanyol. Entre 1970 i 1988 va retornar a les divisions inferiors del futbol valencià.
Des de finals dels 80, l'Onda esdevé un clàssic de la Tercera Divisió, que només abandona la temporada 92/93, baixat a Preferent. Campió de Tercera Divisió la temporada 99/00, no aconseguiria l'ascens a Segona B fins al 2002. Però, només hi roman una temporada, en la qual acaba 19é. En eixos anys, el CE Onda funciona com a equip filial del Vila-real CF, on juguen futurs groguets com Calleja o Javi Venta, entre d'altres.
L'estiu de 2009, passa a ser filial del Benidorm CD, en un acord que es prolonga fins a l'estiu de 2012. Això comportà que el fins llavors anomenat Onda B es reanomenara Ondense-Atlético Caudiel, després d'arribar a un acord amb aquest club de l'Alt Palància. En la primera campanya com a segon dels benidormers, l'Onda finalitzà penúltim en la classificació de Tercera Divisió i baixà a Regional Preferent.

## Classificació històrica
- 1 temporada en Segona B
- 37 temporades en Tercera divisió

- 2001/2002: – Segona B - 19é - Descens
- 2002/2003: – Tercera Divisió - 3é
- 2003/2004: - Tercera Divisió - 5é
- 2004/2005: - Tercera Divisió - 7é
- 2005/2006: - Tercera Divisió - 8é
- 2006/2007: - Tercera Divisió
- 2007/2008: - Tercera Divisió - 9é
- 2008/2009: - Tercera Divisió - 10é
- 2009/2010: - Tercera Divisió - 19é

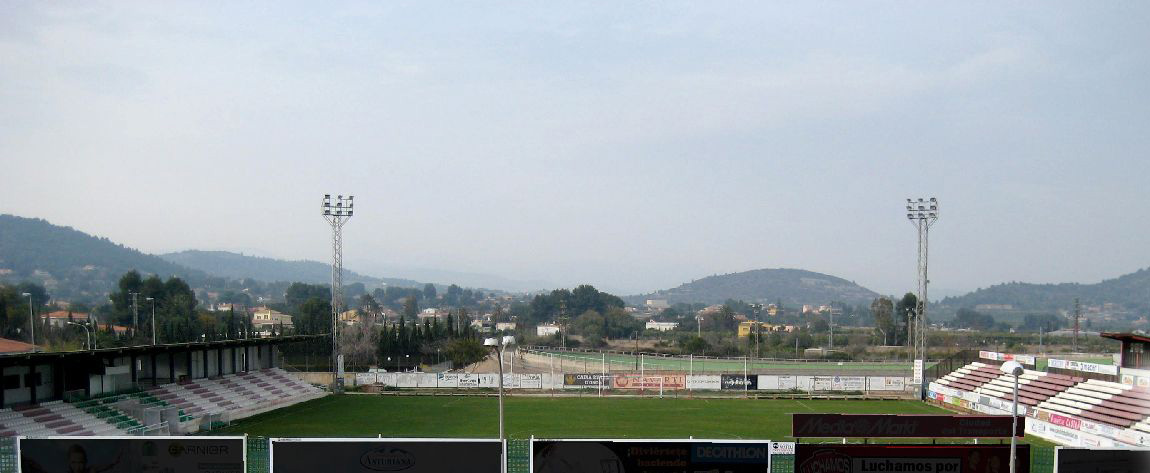
Estadi La Serratella, on disputa els seus partits el CE Onda

- 2010/2011:- Tercera Divisió- 12é
- 2011/2012:- Tercera Divisió- 8é
- 2012/2013:- Tercera Divisió- 14é
- 2013/2014:- Tercera Divisió- 9é
- 2014/2015:- Tercera Divisió- 4t[3]

## Estadi
El CE Onda juga els seus partits l'Estadi de La Serratella situat a la part nord de la ciutat d'Onda.
Inaugurat l'any 2000, té una capacitat de 5.000 espectadors.

## Jugadors importants
- Javi Venta, posteriorment al Vila-real CF
- Javier Calleja, posteriorment al Màlaga CF
- Abel Buades, posteriorment al Gimnàstic de Tarragona
- Antonio Calle, posteriorment al Recreativo de Huelva
- Xavi Jiménez, posteriorment al Ciudad de Murcia